# Lionel Jospin
Lionel Robert Jospin (nascut a Meudon el 12 de juliol de 1937), polític francès, fou Primer Ministre de França entre 1997 i 2002.
Va néixer en una família de quatre germans. Amb un pare mestre, una mare llevadora i una avi pastor protestant, la seva educació va estar inbuida per l'ètica de la sobrietat i la moralitat puritana.
Llicenciat en ciències polítiques a l'Ècole Nationale d'Administration, va militar en els sindicats estudiantils de l'època i es va destacar en les mobilitzacions contra la guerra d'Algèria i contra l'ocupació sovietica d'Hongria. Jospin va fer el servei militar a Trèveris (Alemanya) com a subtinent, i en acabar va ingressar al departament d'Estudis Econòmics del ministeri d'Afers Estrangers, on va treballar al 1969, que va passar a l'ensenyament.
Vinculat als cercles pròxims a François Mitterrand. Jospin va ingressar al Partit Socialista (França) el 1971, avalat per polítics com Jean-Pierre Chevènement i Pierre Joxe. en els seus deu anys que van passar fins a la primera victòria electoral socialista de postguerra, Jospin va anar pujant dins l'organigrama del partit, fins a arribar a la secretaria general el 1981, just després de la victòria socialista a les eleccions generals i presidencials que van dur Pierre Mauroy al capdavant del govern i François Mitterrand a la presidencia de la República.
El 1988, Jospin va assumir la direcció de la campanya de les generals, que van tornar el poder als socialistes, i de les presidencials, que van permetre a Mitterrand conservar la presidència. Substituit al capdavant del partit per Laurent Fabius, Jospin va ser ministre d'Educació de dos dels tres governs socialistes que es van succeir fins a les eleccions generals del 1993.
Substituït a Educació per Jack Lang el 1992 i enfrontat a les tesis de Laurent-Fabius, Jospin va anar passant a un segon pla fins que, en perdre el seu escó de diputat pel departament de l'Alta Garona a les generals de 1993, es va apartar definitivament de la direcció i va ingressar com a ministre plenipotenciari de segona classe al ministeri d'Afers Estrangers. Aquell any mateix, Jospin es va divorciar de la seva primera dona, per poc temps després casar-se amb Sylviane Agacinski.
Jospin va ser candidat del Partit Socialista Francès a les eleccions presidencials de 1995, sent derrotat per un estret marge en segona volta per Jacques Chirac, i fou Primer Ministre de França entre 1997 i 2002 després de guanyar les Eleccions legislatives franceses de 1997. En el 2002 va tornar a ser candidat del Partit Socialista a les eleccions presidencials, i acusat de finançament il·legal per Der Spiegel, no va assolir passar a segona volta, i l'elecció es disputà entre Chirac i Jean-Marie Le Pen. Després d'aquests resultats va anunciar que es retirava de la política.